# La piaga Efesto
La piaga Efesto (The Hephaestus Plague) è un romanzo di fantascienza apocalittica del 1973  scritto da Thomas Page.
Dal romanzo è stato tratto il film Bug - Insetto di fuoco (Bug 1975) diretto dal regista Jeannot Szwarc.

## Trama
(Thomas Page, La piaga Efesto)
Candor, una cittadina del Nord Carolina negli Stati Uniti, viene colpita da un terremoto di bassa magnitudo. I danni sembrerebbero lievi ma dopo alcuni giorni gli abitanti scoprono che da una fenditura apertasi nel frutteto di Henry Tacker sono fuoriusciti dei grossi coleotteri neri. Gli insetti, inizialmente valutati inoffensivi dai locali, dimostrano ben presto di avere la capacità di appiccare il fuoco strofinando rapidamente i cerci.
Il Reparto Insetti Nocivi del Servizio Ricerche Agricole degli Stati Uniti invia sul posto l'entomologo Lang Parmiter e il suo più giovane assistente Gerald Metbaum. Parmiter ritiene che i coleotteri, nonostante la loro peculiare capacità di incendiare gli oggetti posandovisi sopra, siano inoffensivi, non potendo volare ed essendo incapaci di riprodursi lontano dal loro habitat sotterraneo. La nuova specie viene battezzata Hephaestus Parmitera, in onore di Efesto, dio greco del fuoco. Si scopre inoltre che gli insetti non sono coleotteri, bensì blatte che si nutrono del carbonio, residuo della combustione e che tale singolare metabolismo è il risultato della colonizzazione del loro apparato digerente da parte di misteriosi batteri.
Nel frattempo numerosi incendi si scatenano in tutti gli Stati Uniti; gli scienziati e le autorità non collegano i disastri con le particolari capacità degli insetti. Lo scienziato Max Linden riesce però a mettere in allarme il sindaco di New York, devastata dagli incendi, mentre Parmiter scopre che le blatte si sono diffuse nella nazione nascondendosi nei tubi di scappamento delle automobili dove si nutrono degli scarti della combustione della benzina, di cui gli insetti sono ghiotti. In tutto il paese gli scienziati si affannano a trovare un modo di eliminare i pericolosi insetti, apparentemente immuni agli insetticidi e senza nemici naturali che li possano contrastare. Max Linden tenta inutilmente di trovare un animale che riesca a uccidere gli insetti, mentre il biologo Wiley King, pur conscio della pericolosità dei tentativi, cerca un batterio o delle muffe che possano sterminarli. È Parmiter a scoprire che le blatte incendiarie muoiono se sottoposte a suoni di particolare frequenza.
L'infestazione viene arrestata con l'ausilio di speciali altoparlanti e grazie alla bonifica di tutte le automobili in circolazione; la crepa nel terreno da cui gli insetti erano fuoriusciti viene inoltre sigillata con una colata di cemento. Parmiter però, spinto dalla curiosità scientifica e dalla propria ossessione per gli insetti, vuole tentare di farli riprodurre. Dopo vari infruttuosi tentativi riesce a far accoppiare un esemplare maschio di Hephaestus Parmitera con una femmina della più comune specie Gromphadorhina portentosa. La nuova generazione di insetti non si nutre più di carbonio ma di comune cibo e sembra essere perfettamente a proprio agio nell'habitat cittadino anche se non più immune agli insetticidi. Gli insetti ora dimostrano di capire perfettamente Parmiter e di ubbidirgli e riescono a comunicare con lui scrivendo parole sui muri con i loro corpi. Lo scienziato mette al corrente il collega Ernest Jamis della sorprendente scoperta e del fatto che i batteri rinvenuti nelle blatte ne avevano modificato il sistema nervoso acuendone l'intelligenza. Jamis sconvolto dalla scoperta e temendo un'ulteriore diffusione dei pericolosi insetti minaccia Parmiter di denunciarlo alle autorità ma, tornando a casa rimane vittima del sabotaggio della sua auto da parte delle blatte.
Parmiter è sconvolto dall'omicidio del collega; scopre che alcune blatte gravide sono fuggite dalla sua casa, attrezzata come un improvvisato laboratorio e che tutto il quartiere ne è infestato. L'uomo si rende conto dell'errore commesso e tenta di convincere la colonia a rientrare nel laboratorio. Gli insetti non riconoscono più l'autorità del loro creatore e gli si rivoltano contro bruciandone la casa e ustionandolo gravemente. Parmiter si risveglia in ospedale dove i colleghi lo informano che gli insetti stanno distruggendo il paese e mietendo vittime. Parmiter, sulla base delle ultime comunicazioni avute con gli insetti, intuisce che la colonia vuole tornare nelle profondità della terra e, aiutato dall'assistente Metbaum, fugge dall'ospedale e ritorna a Candor, dove tutto aveva avuto inizio. Gli insetti sono giunti sul posto a milioni lasciando dietro di loro una scia di incendi, devastazione e morte. Parmiter, nonostante ancora debilitato libera la fenditura nel terreno dalla chiusura di cemento e permette così alla colonia di blatte incendiarie di far ritorno nel sottosuolo.
Parmiter scompare subito dopo aver salvato il paese dall'invasione e viene considerato un eroe nazionale. Un bambino però dichiara di averlo visto ancora vivo nella fenditura del terreno in compagnia di migliaia di insetti.

## Personaggi
James Lang ParmiterEntomologo, ossessionato dallo studio degli insetti e dai quali si sente attratto. Al contrario nutre avversione nei confronti delle persone, rasentando la misantropia.
Gerald MetbaumAssistente di Parmiter.
Henry TackerAgricoltore della cittadina di Candor, tra i primi a notare i pericolosi insetti.
Wiley KingPatologo del laboratorio di Raleigh (Carolina del Nord), si impegna attivamente nel cercare di arrestare l'infestazione degli insetti utilizzando muffe e batteri, tuttavia con scarsi risultati.
Max LindenCapo tassonomo del Servizio ricerche agricole del Mistero dell'agricoltura degli Stati Uniti. Tenta inutilmente di trovare degli antagonisti naturali agli insetti. Durante la ricerca viene morso da un serpente corallo, rischiando la vita.

## Edizioni
- (EN) Thomas Page, The Hephaestus Plague, 1ª ed., G. P. Putnam's Sons, 1973.
- Thomas Page, La piaga Efesto, Urania n.664, Mondadori, 1975.
- Thomas Page, La piaga Efesto, Oscar Mondadori n.665, Mondadori, 1976.
- Thomas Page, La piaga Efesto, Classici Urania n.84, Mondadori, 1984.